# Distretto di Yuhui
Il distretto di Yuhui (禹会区S, Yǔhuì QūP) è un distretto della Cina, situato nella provincia dell'Anhui.